# María Elena (Chile)
María Elena ist eine Gemeinde der Region Antofagasta mit 6457 Einwohnern (2017). Die wirtschaftliche Lebensgrundlage der Gemeinde stellt der Abbau von Nitronatrit dar.

## Geschichte
María Elena ist nach Mary Ellen Comdon benannt, der Ehefrau des ersten Leiters der Salpeterraffinerie (oficina salitre), Elias Cappelens. Auf einem 1924 vom Finanzministerium erworbenen Grundstück gelegen, wurde die Anlage 1926 eröffnet. Sie verwendete ein von den Gebrüdern Guggenheim patentiertes Natriumnitrat-Extraktionssystem. Zusammen mit der ehemaligen Raffinerie in Pedro de Valdivia, die 1931 gebaut wurde, war sie die größte Salpeterfabrik mit einer Gesamtleistung von über einer Million Tonnen pro Jahr.
Beide wurden 1965 vom Staat übernommen, durch die Sociedad Química y Minera (SQM), die 1980 privatisiert wurde. Diese Privatisierung erklärt, warum die meisten Grundstücke und Gebäude im Besitz der SQM und nicht von Privatpersonen oder dem chilenischen Staat sind.
Im Jahr 1996 wurde sie zur einzigen aktiven Bergbaugemeinde des Landes, nachdem die Salpeterfabrik in Pedro de Valdivia geschlossen wurde, woraufhin viele Arbeiter und ihre Familien nach Maria Elena umgesiedelt wurden.
Die Gemeinde wurde bei einem Erdbeben im Jahre 2017 stark beschädigt.

## Demografie
Laut der Volkszählung 2017 lebten in der Gemeinde María Elena 6457 Personen. Davon waren 4092 Männer und 2365 Frauen, womit es einen starken Männerüberschuss gibt.

## Wirtschaft
Seit 2021 funktioniert auf dem Gebiet der Gemeinde von María Elena das Solarkraftwerk Cerro Dominador mit 210 MWp Leistung, eine Kombination aus einem Solarturmkraftwerk und einem Photovoltaikanlagen-Park. Das Kraftwerk befindet sich rund 50 Kilometer südlich des Hauptortes der Gemeinde, nordwestlich von Sierra Gorda.

## Persönlichkeiten
- René Meléndez (1928–2002), Fußballspieler
- Osvaldo Díaz (1931–2012), Fußballspieler
- Sergio González (* 1950), Fußballspieler